# James Chapman (Ruderer)

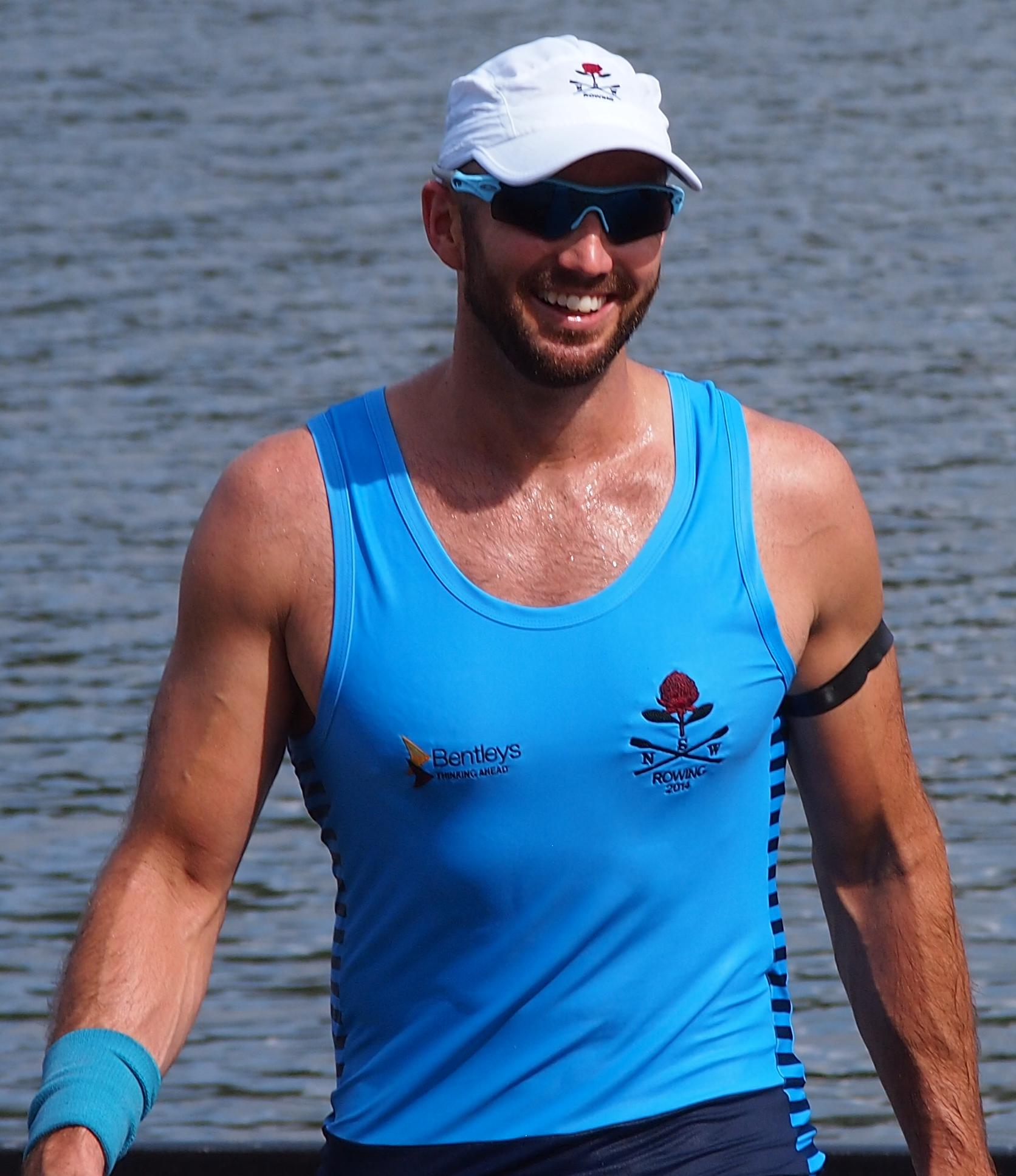
James Chapman (2014)

James Jonathan Chapman (* 2. November 1979 in Sydney) ist ein australischer Ruderer, der 2012 Olympiazweiter mit dem Vierer ohne Steuermann war.

## Sportliche Karriere
Chapman begann 1993 mit dem Rudersport. Bei den (inoffiziellen) U23-Weltmeisterschaften 2000 belegte er mit dem australischen Achter den zweiten Platz. Seine erste Endkampfplatzierung bei Weltmeisterschaften in der Erwachsenenklasse gelang Chapman 2003, als er mit dem Vierer ohne Steuermann den vierten Platz belegte. Bei den Olympischen Spielen 2004 war er Ersatzmann für den Achter. Nach einem neunten Platz mit dem Vierer bei den Weltmeisterschaften 2005 erreichte Chapman 2006 in Eton mit dem Achter das Finale und belegte den vierten Platz. Nach einer schwachen Saison 2007 mit dem australischen Vierer ruderte Chapman 2008 wieder im Achter, der den sechsten Platz bei den Olympischen Spielen belegte.
Nach zwei Jahren Pause kehrte Chapman 2011 auf die internationalen Regattastrecken zurück. Bei den Weltmeisterschaften gewann er zusammen mit William Lockwood und Steuermann David Webster im Zweier mit Steuermann die Silbermedaille hinter dem italienischen Boot. In der Olympiasaison wechselten Lockwood und Chapman in den Vierer ohne Steuermann und erkämpften bei den Olympischen Spielen 2012 zusammen mit Drew Ginn und Joshua Dunkley-Smith die Silbermedaille hinter dem britischen Vierer. Bei den Weltmeisterschaften 2014 belegte Chapman mit dem australischen Achter den siebten Platz, im Jahr darauf verpasste der Achter mit dem neunten Platz die direkte Olympiaqualifikation.